# 2024년 WK리그
2024 WK리그는 대한민국의 여자 축구 1부 리그인 WK리그의 16번째 시즌이다. 정규 시즌은 2024년 3월 16일부터 9월까지, 플레이오프는 2024년 11월 2일부터 9일까지 진행된다.

## 참가팀
| 구단명                   | 위치     | 경기장                     | 수용인원 | 2023 순위 |
| ------------------------ | -------- | -------------------------- | -------- | --------- |
| 보은 상무                | 보은     | 보은공설운동장             | 6,000    | 6위       |
| 창녕 WFC                 | 창녕     | 창녕스포츠파크             | 2,500    | 8위       |
| 경주 한국수력원자력      | 경주     | 경주축구공원               | 650      | 4위       |
| 화천 KSPO                | 화천     | 화천공설운동장             | 3,000    | 2위       |
| 인천 현대제철 레드엔젤스 | 인천     | 인천남동아시아드럭비경기장 | 5,078    | 1위       |
| 세종 스포츠토토          | 세종     | 세종중앙공원               | 1,000    | 5위       |
| 서울시청                 | 서울시청 | 서울월드컵경기장 보조구장  | 1,012    | 7위       |
| 수원 FC                  | 수원     | 수원종합운동장             | 3위      |           |